# Grzegorz Ślubowski
Grzegorz Ślubowski (ur. 1969 w Wyszkowie) – polski dziennikarz i publicysta specjalizujący się w tematyce międzynarodowej, zwłaszcza dotyczącej Europy Wschodniej; od 2019 do 2025 Konsul Generalny RP w Petersburgu.

## Życiorys
Ukończył I Liceum Ogólnokształcące w Wyszkowie oraz Wydział Dziennikarstwa i Nauk Politycznych Uniwersytetu Warszawskiego.
W 1995 zaczął pracować w Programie 1 Polskiego Radia. Od 1999 do 2005 był korespondentem PR w Moskwie. Od stycznia 2012 do czerwca 2019 kierował w Polskim Radiu naczelną redakcją publicystyki międzynarodowej. Następnie szefował redakcji międzynarodowej w radiowej Trójce. Prowadził także programy „Więcej świata” (PR1), „Racja Stanu” (TVP Polonia). Regularnie publikował we Wprost.
26 sierpnia 2019 został Konsulem Generalnym RP w Sankt Petersburgu. Urzędowanie zakończył w styczniu 2025, wraz z zamknięciem placówki.
W 2025 rozpoczął współpracę z Kanałem Zero.

## Odznaczenia
- Złoty Krzyż Zasługi „za zasługi w służbie zagranicznej, za osiągnięcia w podejmowanej z pożytkiem dla kraju pracy zawodowej i dyplomatycznej” – 2025[10]